# Jakub Jelonek
Pour les articles homonymes, voir Jelonek.
Jakub Jelonek (né le 7 juillet 1985 à Częstochowa) est un athlète polonais, spécialiste de la marche.
Son meilleur temps sur 20 km est de 1 h 22 min 17 s, obtenu à Zaniemyśl le 18 avril 2009. Il est finaliste lors des Championnats d'Europe d'athlétisme 2010 à Barcelone en 1 h 21 min 24 s. Il a participé aux Championnats du monde de Berlin (38e) et aux Jeux olympiques de Pékin (46e).